# Isigny-le-Buat
Pour les articles homonymes, voir Isigny et Le Buat.
Isigny-le-Buat est une commune française, située dans le département de la Manche en région Normandie, peuplée de 3 187 habitants, créée en 1969 par la fusion des communes d'Isigny et Le Buat, puis agrandie en 1973 des territoires des Biards, de Chalandrey, de La Mancellière, du Mesnil-Bœufs, du Mesnil-Thébault, de Montgothier, de Montigny, de Naftel et de Vezins.

## Géographie
Cette commune est située à 30 km à l'est du mont Saint-Michel. Couvrant 7 331 hectares, son territoire était le plus étendu des communes de Basse-Normandie avant la création de Tinchebray-Bocage le 1er janvier 2015.

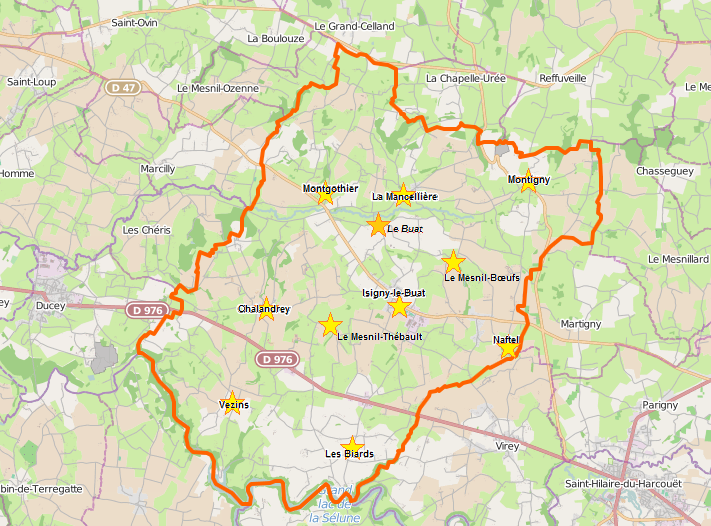
Isigny-le-Buat et ses communes associées.

| Le Mesnil-Ozenne, Marcilly  | Le Grand-Celland, La Chapelle-Urée | Reffuveille, Le Mesnillard |
| Ducey-Les Chéris            | Isigny-le-Buat                     | Grandparigny               |
| Saint-Laurent-de-Terregatte | Saint-Hilaire-du-Harcouët          | Saint-Hilaire-du-Harcouët  |

### Hydrographie
La commune est située dans le bassin Seine-Normandie. Elle est drainée par la Sélune, le Lair, l'Oir, le Moulinet, le ruisseau de Livet, le ruisseau du Moulin du Bois, l'Yvrande, le cours d'eau 01 de la Moustière, le cours d'eau 01 des Chéris, le cours d'eau 01 des Violettes, le cours d'eau 03 du Châtellier, le fossé 01 de la Boucée, le fossé 01 de la Boutellière, le fossé 01 de la commune d'Isigny-le-Buat, le fossé 01 de la Gasneraye, le fossé 01 de la Lande Plion, le fossé 01 de la Quéronnière, le fossé 01 de la Rue Maurin, le fossé 01 de la Ville, le fossé 01 de Monthalet, le fossé 01 du Mesnil-Thébault, le fossé 01 du Montgothier, le fossé 01 du Neufbourg, le fossé 01 du Pont de l'Anie, le fossé 01 du Pont Gasne, le fossé 05 de la Huardière, le fossé 13 de la Martinière, l'Isolant, le ruisseau de la Roche, le ruisseau de la Sourvallee, le ruisseau de la Vallee aux Berges, le ruisseau du Bois Tyrel, le ruisseau du Jariot, le ruisseau du Moulinet, le ruisseau du Repas et divers autres petits cours d'eau,.
La Sélune, d'une longueur de 85 km, prend sa source dans la commune de Saint-Cyr-du-Bailleul et se jette  dans la Sée en limite de Courtils et de Vains, après avoir traversé 15 communes. Les caractéristiques hydrologiques de la Sélune sont données par la station hydrologique située sur la commune de Ducey-Les Chéris. Le débit moyen mensuel est de 11,1 m3/s. Le débit moyen journalier maximum est de 89,4 m3/s, atteint lors de la crue du 26 janvier 1995. Le débit instantané maximal est quant à lui de 94,5 m3/s, atteint le 28 janvier 1995.
Le Lair, d'une longueur de 15 km, prend sa source dans la commune de Louvigné-du-Désert et se jette  dans la Sélune en limite de Saint-Hilaire-du-Harcouët et de Saint-Laurent-de-Terregatte, après avoir traversé huit communes. 
L'Oir, d'une longueur de 21 km, prend sa source dans la commune de Reffuveille et se jette  dans la Sélune en limite de Ducey-Les Chéris et de Saint-Quentin-sur-le-Homme, face à la commune de Poilley, après avoir traversé six communes. 

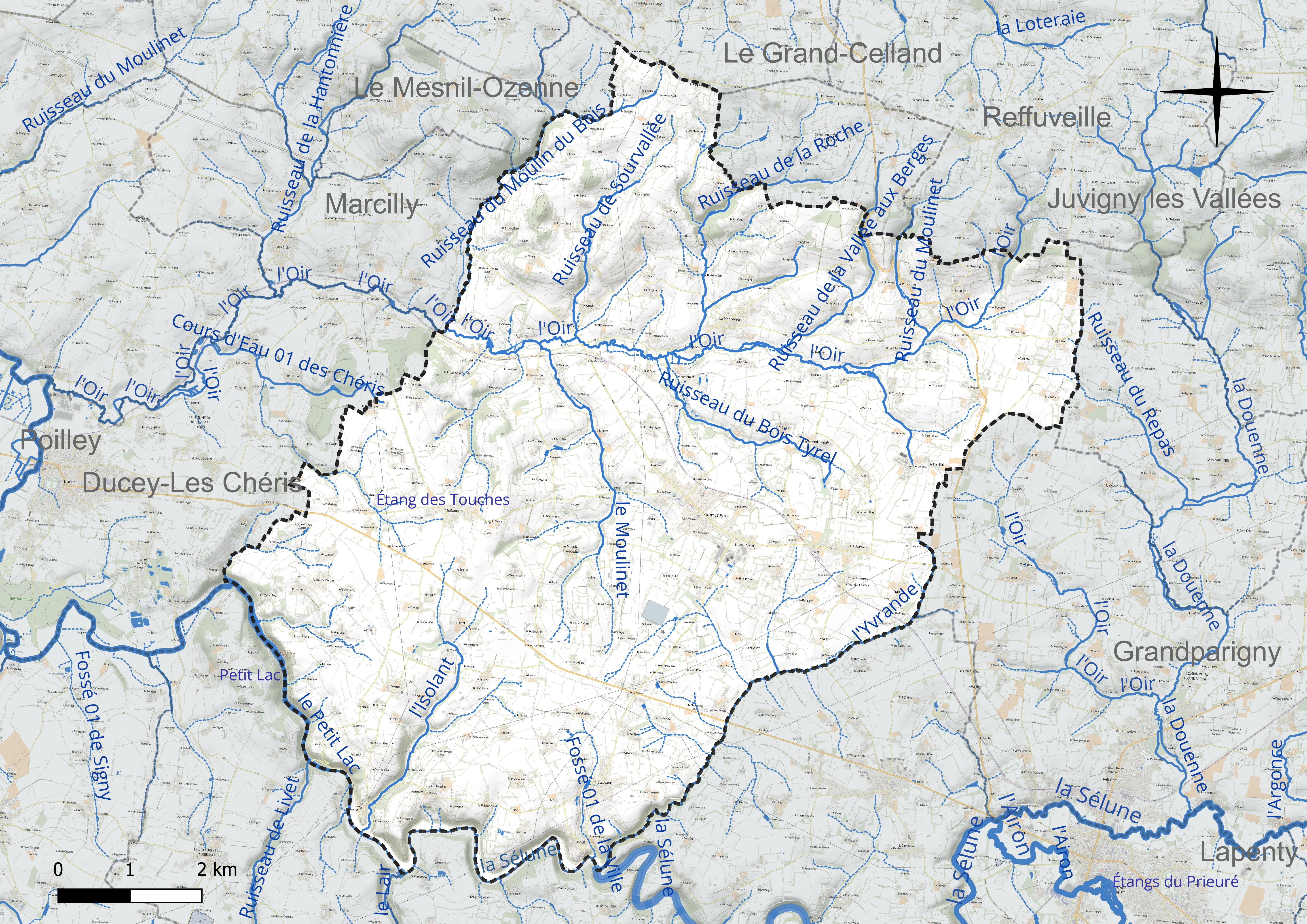
Réseau hydrographique d'Isigny-le-Buat.

Deux plans d'eau complètent le réseau hydrographique : le Petit le lac, d'une superficie totale de 26,4 ha (13,9 ha sur la commune) et l'étang des Touches (0,1 ha),.

### Climat
Pour des articles plus généraux, voir Climat de la Normandie et Climat de la Manche.
En 2010, le climat de la commune est de type climat océanique franc, selon une étude du CNRS s'appuyant sur une série de données couvrant la période 1971-2000. En 2020, Météo-France publie une typologie des climats de la France métropolitaine dans laquelle la commune est exposée à un climat océanique et est dans la région climatique  Bretagne orientale et méridionale, Pays nantais, Vendée, caractérisée par une faible pluviométrie en été et une bonne insolation. Parallèlement le GIEC normand, un groupe régional d’experts sur le climat, différencie quant à lui, dans une étude de 2020, trois grands types de climats pour la région Normandie, nuancés à une échelle plus fine par les facteurs géographiques locaux. La commune est, selon ce zonage, exposée à un « climat maritime », correspondant au Cotentin et à l'ouest du département de la Manche, frais, humide et pluvieux, où les contrastes pluviométrique et thermique sont parfois très prononcés en quelques kilomètres quand le relief est marqué.
Pour la période 1971-2000, la température annuelle moyenne est de 10,8 °C, avec une amplitude thermique annuelle de 12,3 °C. Le cumul annuel moyen de précipitations est de 934 mm, avec 14 jours de précipitations en janvier et 8,8 jours en juillet. Pour la période 1991-2020, la température moyenne annuelle observée sur la station météorologique la plus proche, située sur la commune de Saint-Hilaire-du-Harcouët à 7 km à vol d'oiseau, est de 11,5 °C et le cumul annuel moyen de précipitations est de 929,5 mm,. Pour l'avenir, les paramètres climatiques de la commune estimés pour 2050 selon différents scénarios d’émission de gaz à effet de serre sont consultables sur un site dédié publié par Météo-France en novembre 2022.

## Urbanisme

### Typologie
Au 1er janvier 2024, Isigny-le-Buat est catégorisée commune rurale à habitat très dispersé, selon la nouvelle grille communale de densité à sept niveaux définie par l'Insee en 2022.
Elle est située hors unité urbaine et hors attraction des villes,.

### Occupation des sols
L'occupation des sols de la commune, telle qu'elle ressort de la base de données européenne d’occupation biophysique des sols Corine Land Cover (CLC), est marquée par l'importance des territoires agricoles (92,3 % en 2018), en diminution par rapport à 1990 (93,5 %). La répartition détaillée en 2018 est la suivante : prairies (38,3 %), terres arables (29,4 %), zones agricoles hétérogènes (24,6 %), forêts (4,1 %), zones urbanisées (2,5 %), eaux continentales (0,7 %), mines, décharges et chantiers (0,4 %). L'évolution de l’occupation des sols de la commune et de ses infrastructures peut être observée sur les différentes représentations cartographiques du territoire : la carte de Cassini (XVIIIe siècle), la carte d'état-major (1820-1866) et les cartes ou photos aériennes de l'IGN pour la période actuelle (1950 à aujourd'hui).

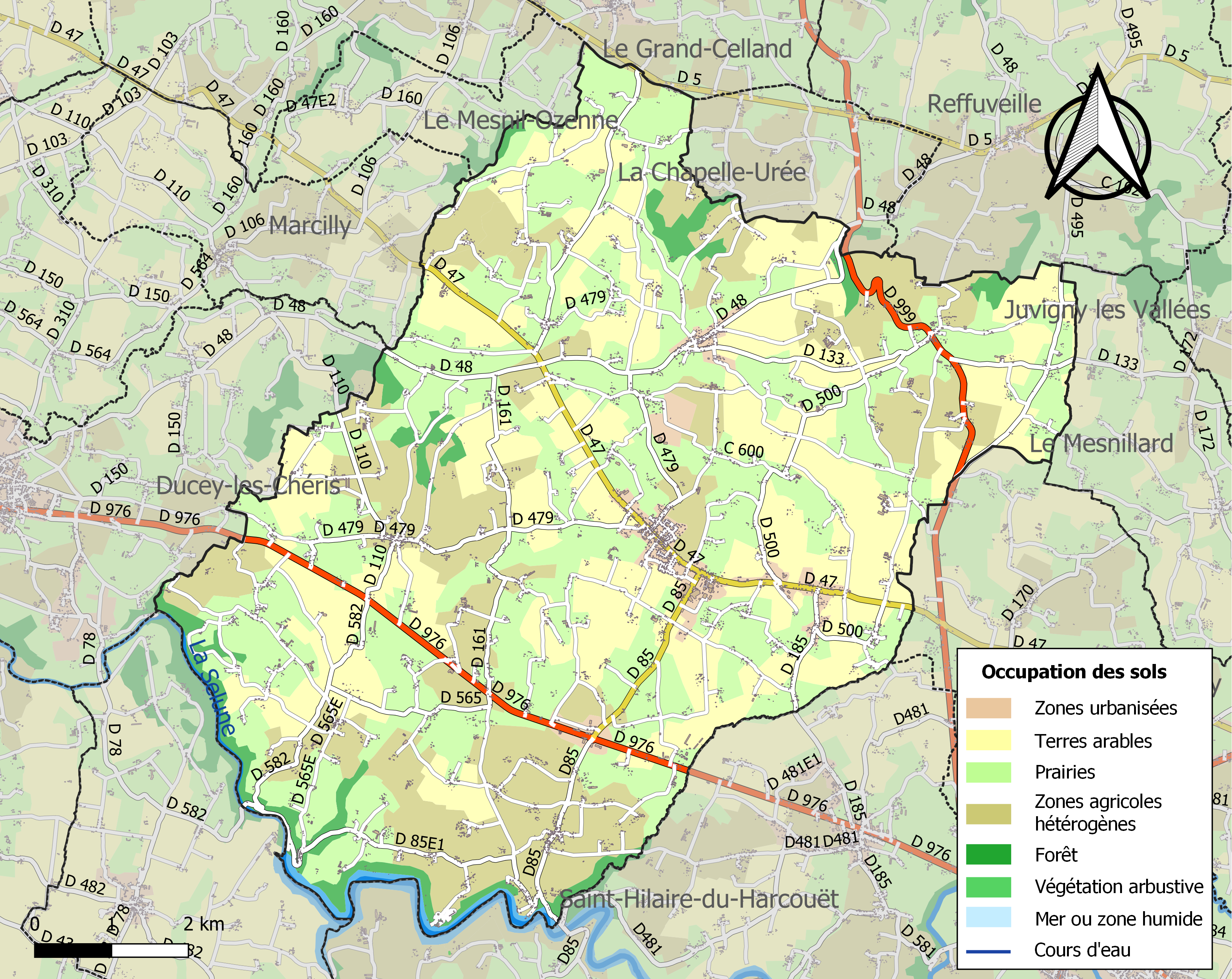
Carte des infrastructures et de l'occupation des sols de la commune en 2018 (CLC).

## Toponymie
Le nom de la commune est créé par l'union de celui des deux anciennes communes, Isigny (Isigny-les-Bois) et Le Buat.
Isigny est désignée en latin médiéval sous les formes de Isienio vers 1120, de Iseneio 1168, Ysigné vers 1191, Isigneio en 1214, Ysigney en 1488,.
François de Beaurepaire propose le nom de domaine gallo-roman *Isiniacum, basé sur le nom de personne germanique Iso (cité par Marie-Thérèse Morlet). Il y a plusieurs noms de ce type dans la Manche. En outre, on trouve Isigny-sur-Mer (Calvados), Saint-Lubin-d'Isigny (Eure-et-Loir), Isigné (Sarthe), Isenay (Nièvre) et peut-être Isignacum, un lieu non identifié du Gard. Cependant, on rencontre ce type de toponyme : nom de personne germanique plus suffixe -(i)acum principalement au nord de la France, plus germanisé. Dans ce cas, il s'agit du suffixe -INIACU, forme allongée de -acum, basé à l'origine sur des anthroponymes terminés en -in qui a acquis une autonomie.
Le Buat signifie en ancien français, un « lavoir », peut-être « un canal, un conduit d'eau ».
Le gentilé est Isignois.

## Histoire
Le nom de la commune vient de la fusion en 1969 des communes d'Isigny et du Buat.
En 1973, la commune a encore fusionné avec Les Biards, Chalandrey, La Mancellière, Le Mesnil-Bœufs, Le Mesnil-Thébault, Montgothier, Montigny, Naftel et Vezins, qui ont gardé le statut de communes associées.

## Politique et administration

### Administration municipale
| Période   | Période               | Identité       | Étiquette       | Qualité |
| --------- | --------------------- | -------------- | --------------- | --- |
| 1969      | 1973                  | Auguste Pinel  |                 | Négociant Ancien maire d'Isigny (1962 → 1968)                                                                                                |
| 1973      | mars 1999 (démission) | Bernard Pinel  | DVD puis UDF-PR | Négociant en meubles Conseiller général d'Isigny-le-Buat (1967 → 2004)                                                                       |
| mars 1999 | mars 2008             | Maurice Orvain | DVD             | Premier adjoint au maire (1995 → 1999) |
| mars 2008 | mai 2020              | Érick Goupil   | DVD puis UDI    | Magasinier cariste |
| mai 2020  | En cours              | Jessie Orvain  | DVD             | Exploitante agricole Conseillère départementale d'Isigny-le-Buat (2021 → ) 2e vice-présidente de la CA Mont-Saint-Michel-Normandie (2020 → ) |

Le conseil municipal est composé de vingt-trois membres dont le maire et cinq adjoints. Neuf de ces conseillers sont respectivement maires délégués des communes associées des Biards, de Chalandrey, de La Mancellière, du Mesnil-Bœufs, du Mesnil-Thébault, de Montgothier, de Montigny, de Naftel et de Vezins.

## Démographie
L'évolution du nombre d'habitants est connue à travers les recensements de la population effectués dans la commune depuis 1975. Pour les communes de moins de 10 000 habitants, une enquête de recensement portant sur toute la population est réalisée tous les cinq ans, les populations de référence des années intermédiaires étant quant à elles estimées par interpolation ou extrapolation. Pour la commune, le premier recensement exhaustif entrant dans le cadre du nouveau dispositif a été réalisé en 2005.
En 2022, la commune comptait 3 187 habitants, en évolution de −3,86 % par rapport à 2016 (Manche : −0,31 %, France hors Mayotte : +2,11 %).

### Avant les fusions et associations de 1969 et 1973
| Année              | 1793  | 1800  | 1806  | 1821  | 1831  | 1836  | 1841  | 1846  | 1851  | 1856  | 1861  | 1866  | 1872  |
| ------------------ | ----- | ----- | ----- | ----- | ----- | ----- | ----- | ----- | ----- | ----- | ----- | ----- | ----- |
| Les Biards         | 1 180 | 1 104 | 1 163 | 1 042 | 1 164 | 1 073 | 1 040 | 1 021 | 1 057 | 1 042 | 976   | 951   | 911   |
| Le Buat            | 400   | 356   | 396   | 426   | 372   | 385   | 398   | 420   | 409   | 417   | 414   | 405   | 401   |
| Chalandrey         | 685   | 577   | 670   | 706   | 701   | 660   | 653   | 706   | 726   | 653   | 609   | 579   | 548   |
| Isigny             | 400   | 353   | 376   | 385   | 372   | 361   | 351   | 341   | 351   | 343   | 342   | 317   | 324   |
| La Mancellière     | 560   | 493   | 543   | 587   | 592   | 581   | 619   | 660   | 637   | 592   | 606   | 395   | 542   |
| Le Mesnil-Bœufs    | 460   | 391   | 416   | 421   | 429   | 402   | 418   | 401   | 420   | 402   | 416   | 405   | 390   |
| Le Mesnil-Thébault | 550   | 503   | 547   | 513   | 561   | 542   | 569   | 574   | 583   | 575   | 546   | 535   | 510   |
| Montgothier        | 580   | 558   | 616   | 651   | 650   | 662   | 665   | 679   | 667   | 678   | 644   | 654   | 578   |
| Montigny           | 620   | 469   | 685   | 705   | 608   | 625   | 607   | 600   | 602   | 620   | 602   | 537   | 534   |
| Naftel             | 240   | 260   | 225   | 269   | 260   | 248   | 273   | 276   | 256   | 268   | 240   | 243   | 250   |
| Vezins             | 712   | 644   | 668   | 599   | 631   | 565   | 607   | 616   | 656   | 651   | 631   | 653   | 595   |
| Total              | 6 187 | 5 708 | 6 305 | 6 304 | 6 340 | 6 140 | 6 200 | 6 294 | 6 364 | 6 241 | 6 026 | 5 674 | 5 583 |

| Année              | 1876  | 1881  | 1886  | 1891  | 1896  | 1901  | 1906  | 1911  | 1921  | 1926  | 1931  | 1936  | 1946  | 1954  | 1962  | 1968  |
| ------------------ | ----- | ----- | ----- | ----- | ----- | ----- | ----- | ----- | ----- | ----- | ----- | ----- | ----- | ----- | ----- | ----- |
| Les Biards         | 880   | 845   | 801   | 779   | 735   | 702   | 706   | 695   | 635   | 640   | 699   | 679   | 652   | 581   | 564   | 508   |
| Le Buat            | 404   | 424   | 451   | 420   | 403   | 385   | 388   | 399   | 354   | 366   | 369   | 359   | 357   | 358   | 322   | 294   |
| Chalandrey         | 566   | 547   | 565   | 528   | 520   | 465   | 460   | 457   | 413   | 420   | 409   | 395   | 434   | 425   | 401   | 364   |
| Isigny             | 311   | 336   | 337   | 314   | 320   | 313   | 311   | 322   | 286   | 290   | 310   | 297   | 296   | 250   | 267   | 267   |
| La Mancellière     | 530   | 505   | 510   | 534   | 532   | 515   | 505   | 478   | 422   | 375   | 391   | 381   | 391   | 359   | 334   | 320   |
| Le Mesnil-Bœufs    | 400   | 351   | 350   | 360   | 352   | 315   | 293   | 320   | 275   | 296   | 297   | 312   | 311   | 304   | 281   | 240   |
| Le Mesnil-Thébault | 501   | 512   | 505   | 462   | 448   | 434   | 424   | 427   | 392   | 377   | 355   | 372   | 333   | 370   | 355   | 317   |
| Montgothier        | 566   | 538   | 510   | 529   | 512   | 484   | 485   | 462   | 381   | 422   | 425   | 406   | 378   | 364   | 350   | 333   |
| Montigny           | 538   | 521   | 511   | 519   | 516   | 501   | 497   | 474   | 451   | 469   | 456   | 499   | 486   | 427   | 384   | 352   |
| Naftel             | 260   | 240   | 260   | 226   | 226   | 215   | 217   | 204   | 222   | 203   | 228   | 229   | 210   | 206   | 186   | 181   |
| Vezins             | 591   | 580   | 523   | 516   | 524   | 522   | 509   | 471   | 383   | 404   | 595   | 441   | 444   | 441   | 406   | 361   |
| Total              | 5 547 | 5 399 | 5 323 | 5 187 | 5 088 | 4 851 | 4 795 | 4 709 | 4 214 | 4 262 | 4 534 | 4 370 | 4 292 | 4 085 | 3 850 | 3 537 |

### Après les fusions et associations de 1969 et 1973
| 1975  | 1982  | 1990  | 1999  | 2005  | 2006  | 2010  | 2015  | 2020  |
| ----- | ----- | ----- | ----- | ----- | ----- | ----- | ----- | ----- |
| 3 150 | 3 147 | 3 207 | 3 050 | 3 186 | 3 180 | 3 282 | 3 299 | 3 170 |

| 2022  | - | - | - | - | - | - | - | - |
| ----- | - | - | - | - | - | - | - | - |
| 3 187 | - | - | - | - | - | - | - | - |

### Population des communes associées
Population municipale 2021 :
| Communes           | hab. |
| ------------------ | ---- |
| Les Biards         | 418  |
| Chalandrey         | 300  |
| Isigny-le-Buat     | 827  |
| La Mancellière     | 275  |
| Le Mesnil-Bœufs    | 182  |
| Le Mesnil-Thébault | 278  |
| Montgothier        | 236  |
| Montigny           | 234  |
| Naftel             | 174  |
| Vezins             | 258  |

## Transport

### Ferroviaire

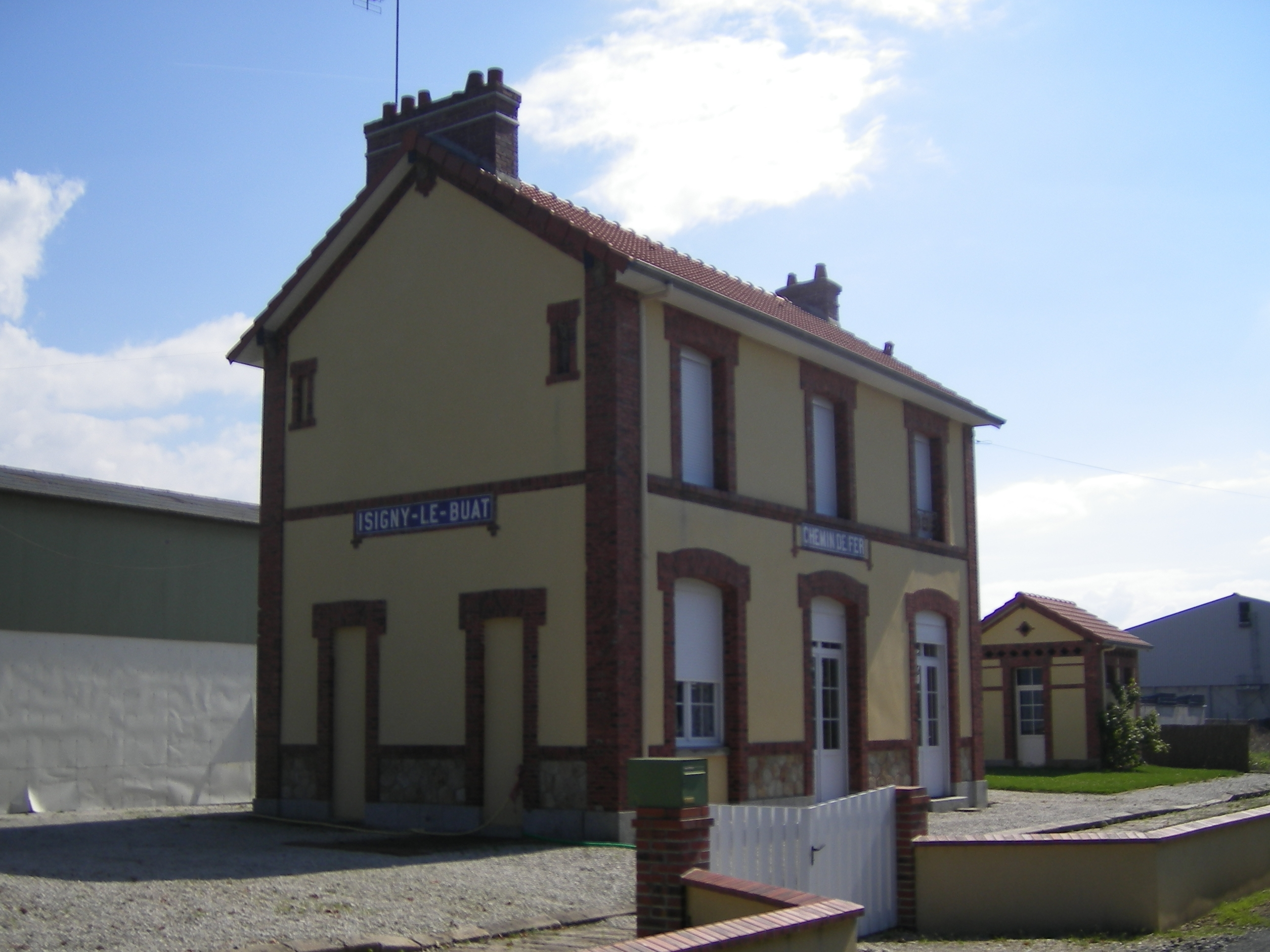
Gare d'Isigny-le-Buat.

La commune se trouve sur l'ancienne ligne Domfront - Avranches de chemin de fer.

## Économie
- Société beurrière d'Isigny-le-Buat (Lactalis).
- Électropoli.
- Sirec.
- Mgpi.
- Groupe Lactatraite & Lactaproflex.
- Ouest remorques .
- Vivagri SAS.
- Lemaitre services automobiles.
- Lemonnier.
- Transports Daligault.

Les déchets métalliques à haute teneur en aluminium en provenance de la métropole de Strasbourg sont traités dans la commune.

## Lieux patrimoniaux

### Patrimoine religieux
- Chapelle Notre-Dame-de-la-Miséricorde-et-du-Rosaire de Pain-d'Avaine (XVIe siècle), dans le bourg d'Isigny. Restaurée en 1986 et rouverte au culte. Exposition statuaire d'art religieux.
- Église Saint-Martin d'Isigny du XVIe siècle (1574) rénovée en 1985, extérieure au bourg. Le clocher et le toit de la nef sont couvert d'essente de châtaignier. Elle abrite une chaire à prêcher (1737), un groupe sculpté figurant le baptême de Jésus (XIXe), un Chemin de croix (XIXe).
- Église Saint-Jean du Buat (XVIIIe siècle).
- Église Saint-Martin des Biards dont le clocher en bâtière du XVIe siècle est inscrit à l'inventaire des monuments historiques[67].
- Église Saint-Pierre de Naftel abrite une croix en pierre du XVe siècle et une Vierge à l'Enfant (vers 1500) classées au titre objet.
- Église Saint-Martin de Chalandrey (XVIIIe siècle) dont les bancs proviennent de l'abbaye de Savigny.
- Église Notre-Dame de Montigny. Elle abrite une croix de procession du XVIIIe siècle classée au titre objet aux monuments historiques[68].
- Église Notre-Dame de Montgothier (XVIIIe siècle).
- Église Saint-Brice du Mesnil-Bœufs (XVe siècle).
- Église Notre-Dame de Vezins (XVIIe siècle).
- Église Saint-Pierre du Mesnil-Thébault (XIXe siècle).
- Église Saint-Pierre de La Mancellière en partie du XVe siècle, tour du XIXe siècle.

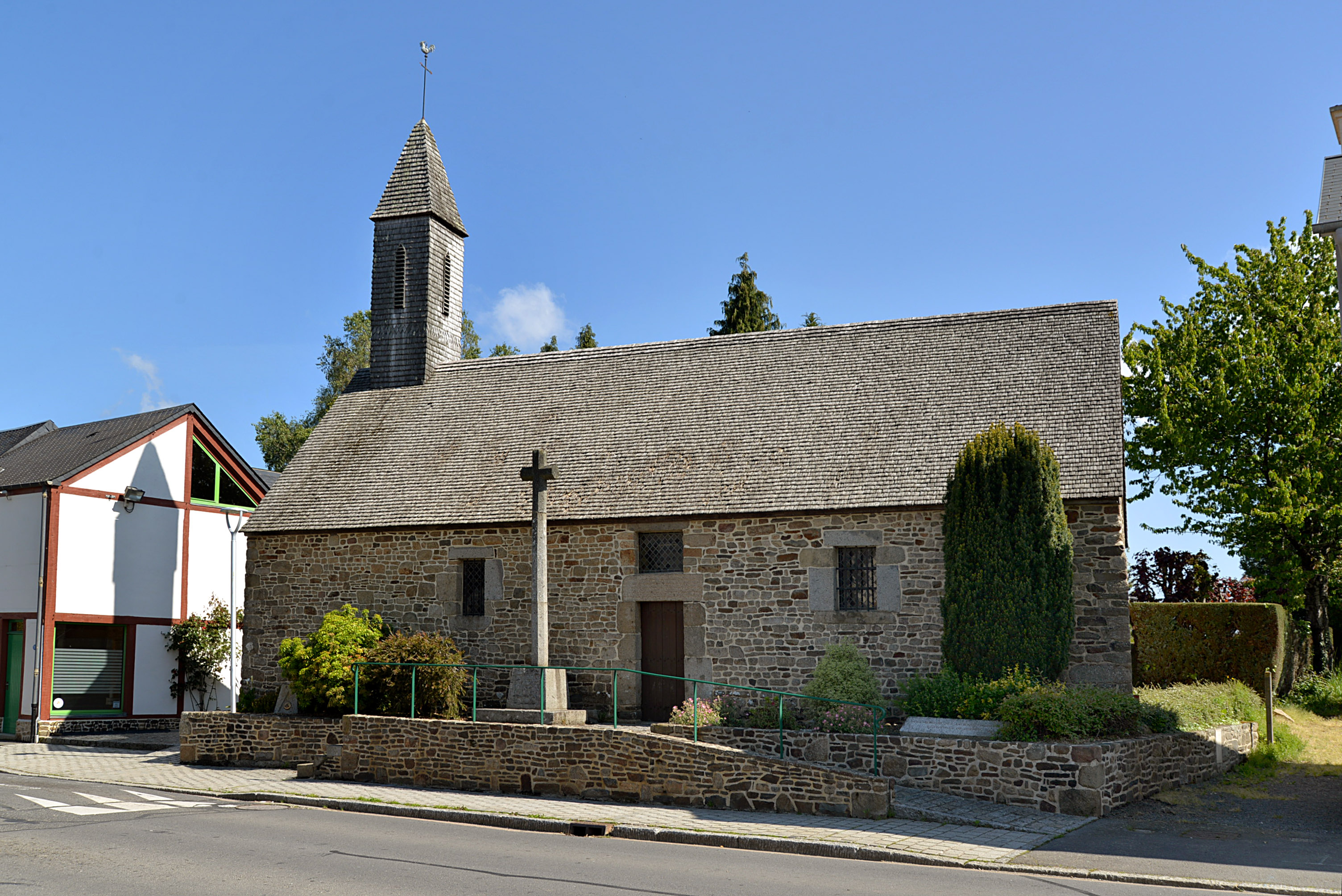
La chapelle Notre-Dame-de-la-Miséricorde-et-du-Rosaire de Pain d’Avaine.
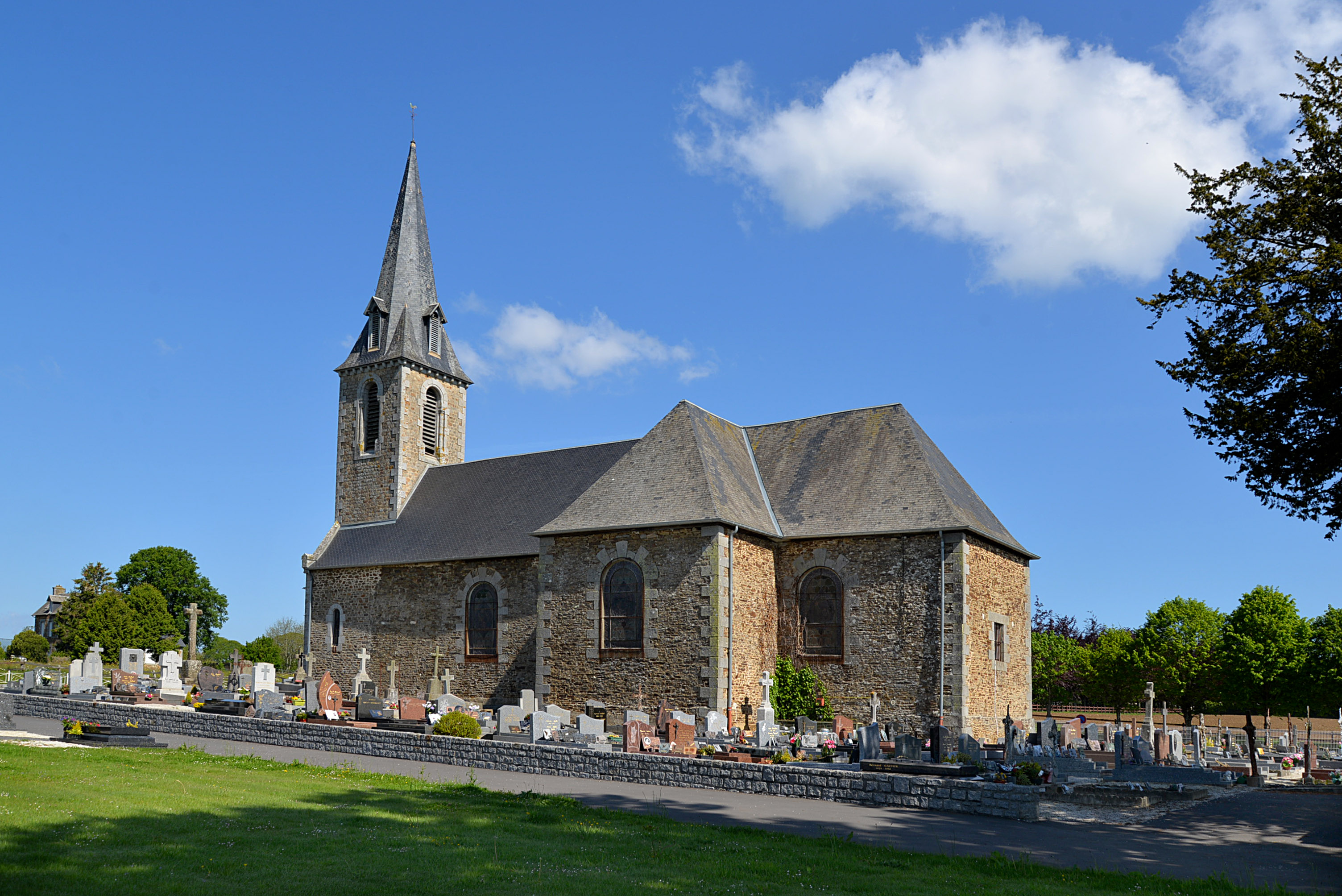
L'église Saint-Martin d'Isigny.
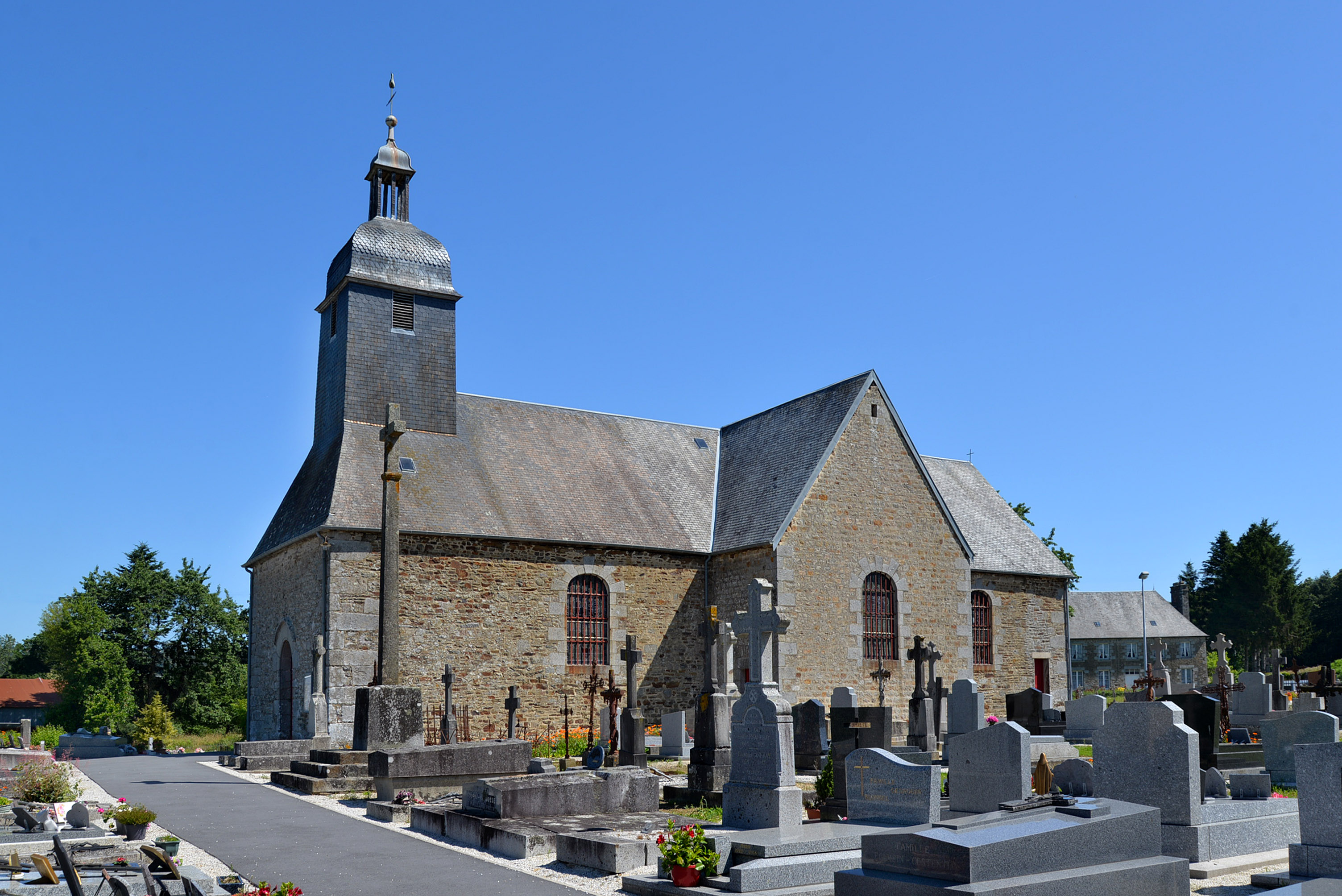
L'église Saint-Jean du Buat.
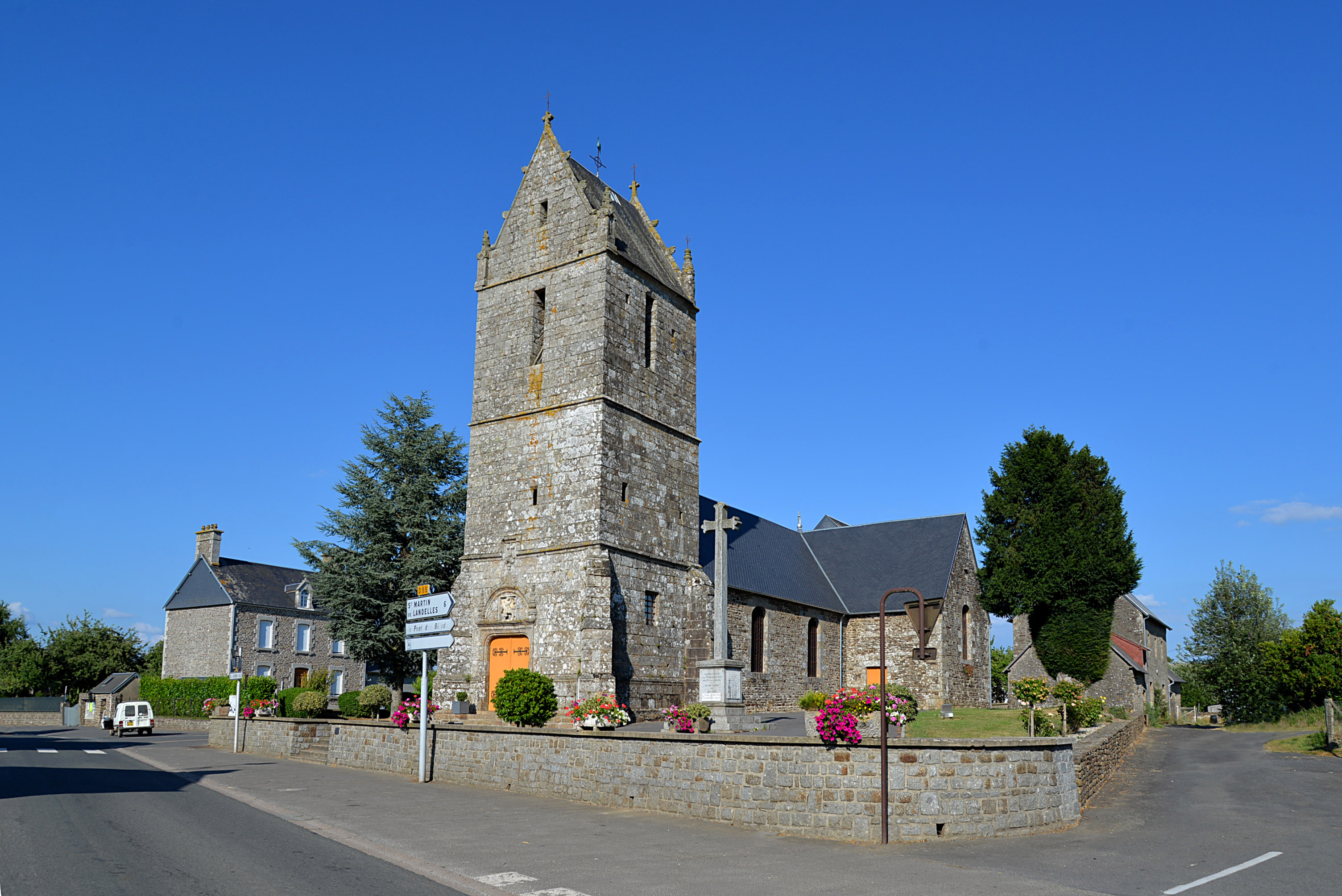
L'église Saint-Martin des Biards.
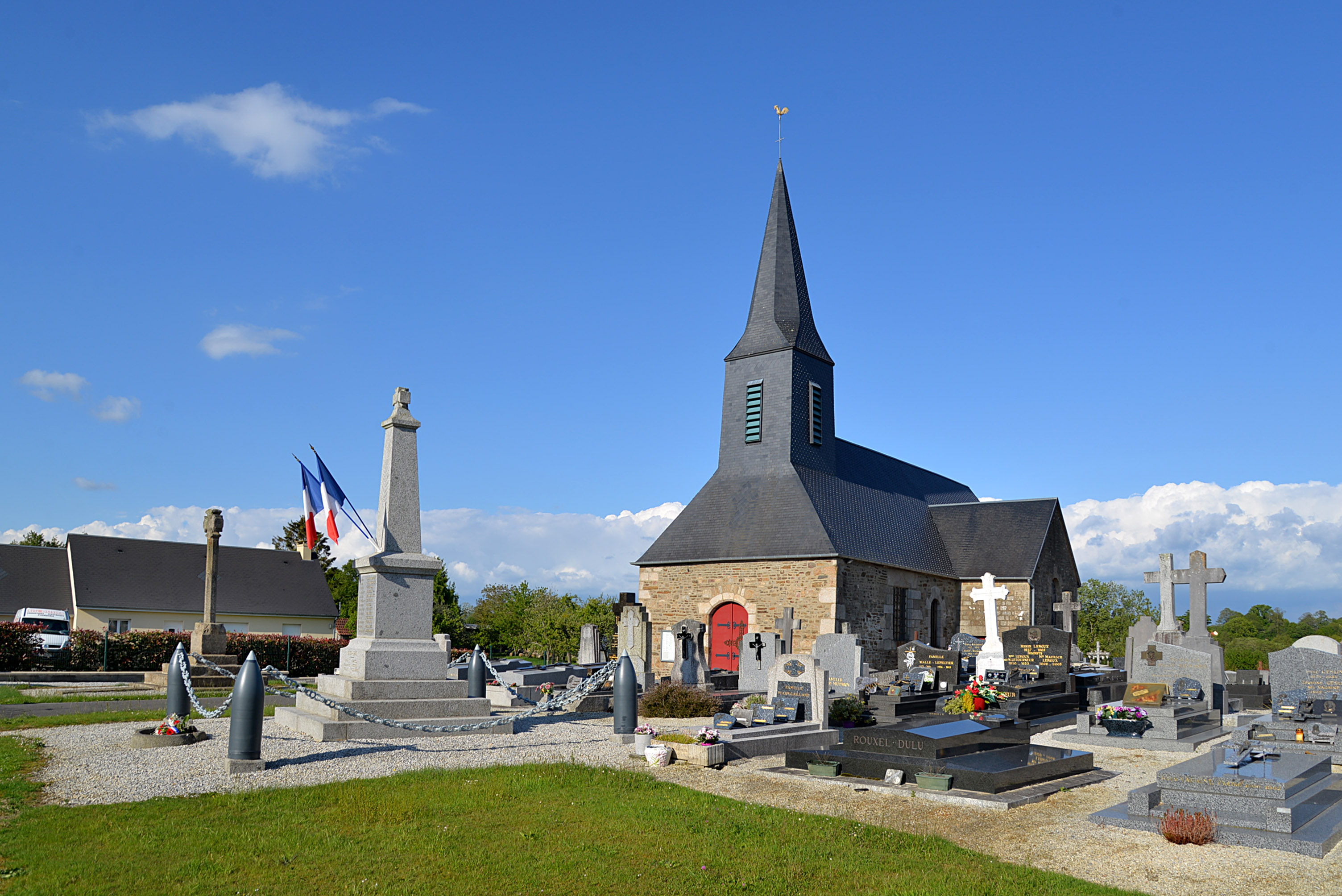
L’église Saint-Pierre de Naftel.
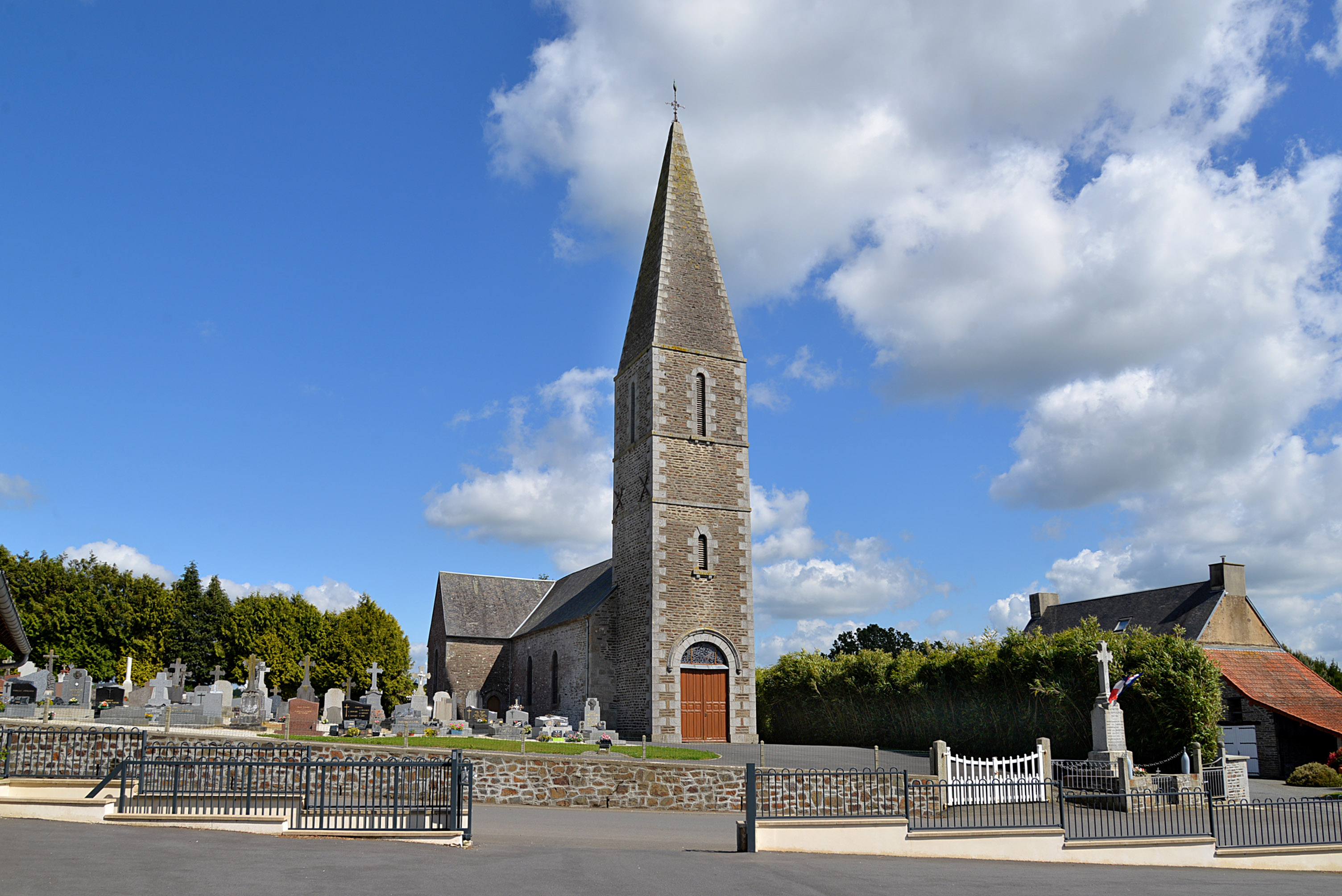
L'église Notre-Dame de Montigny.
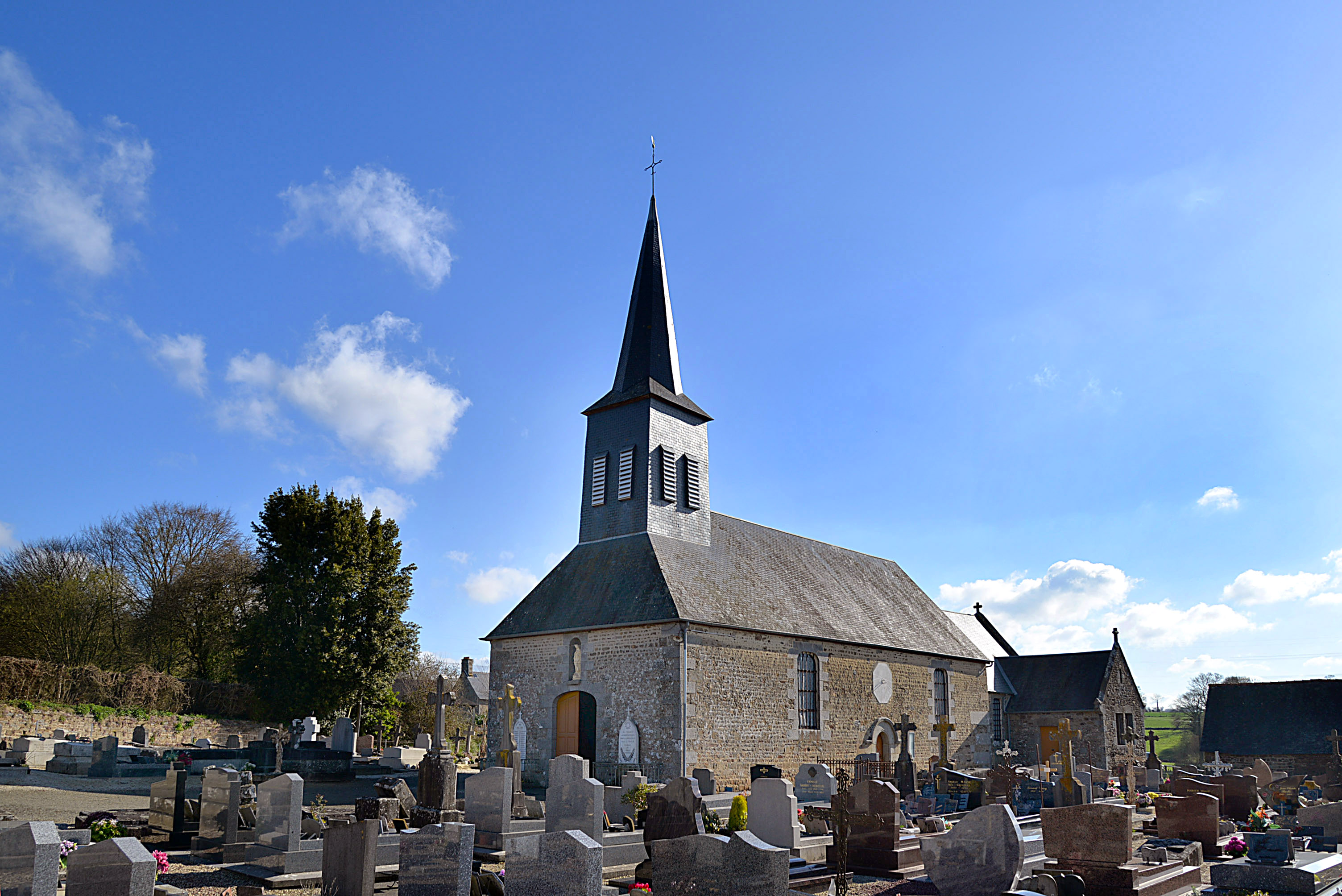
L'église Notre-Dame de Montgothier.
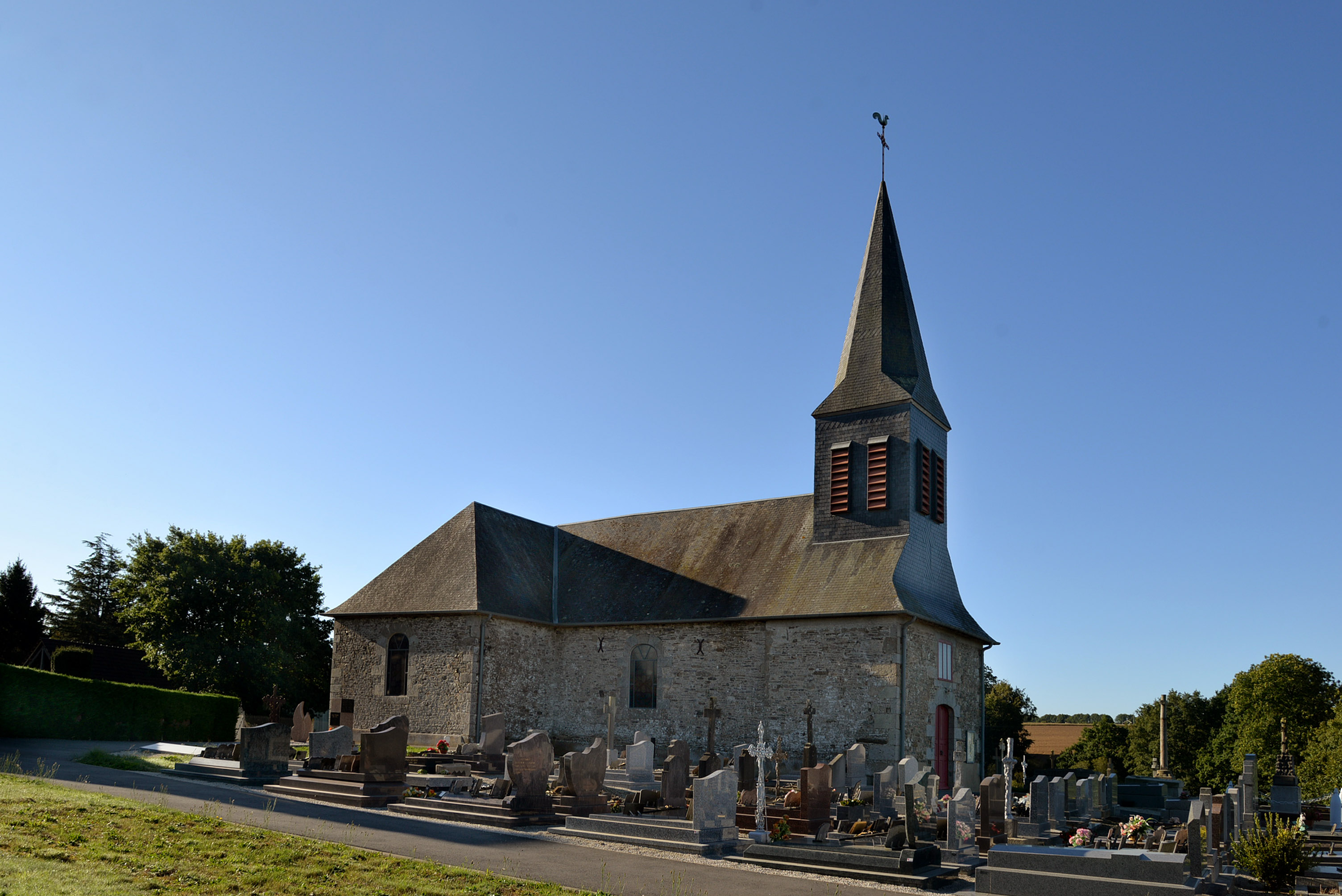
L'église Saint-Brice du Mesnil-Bœufs.
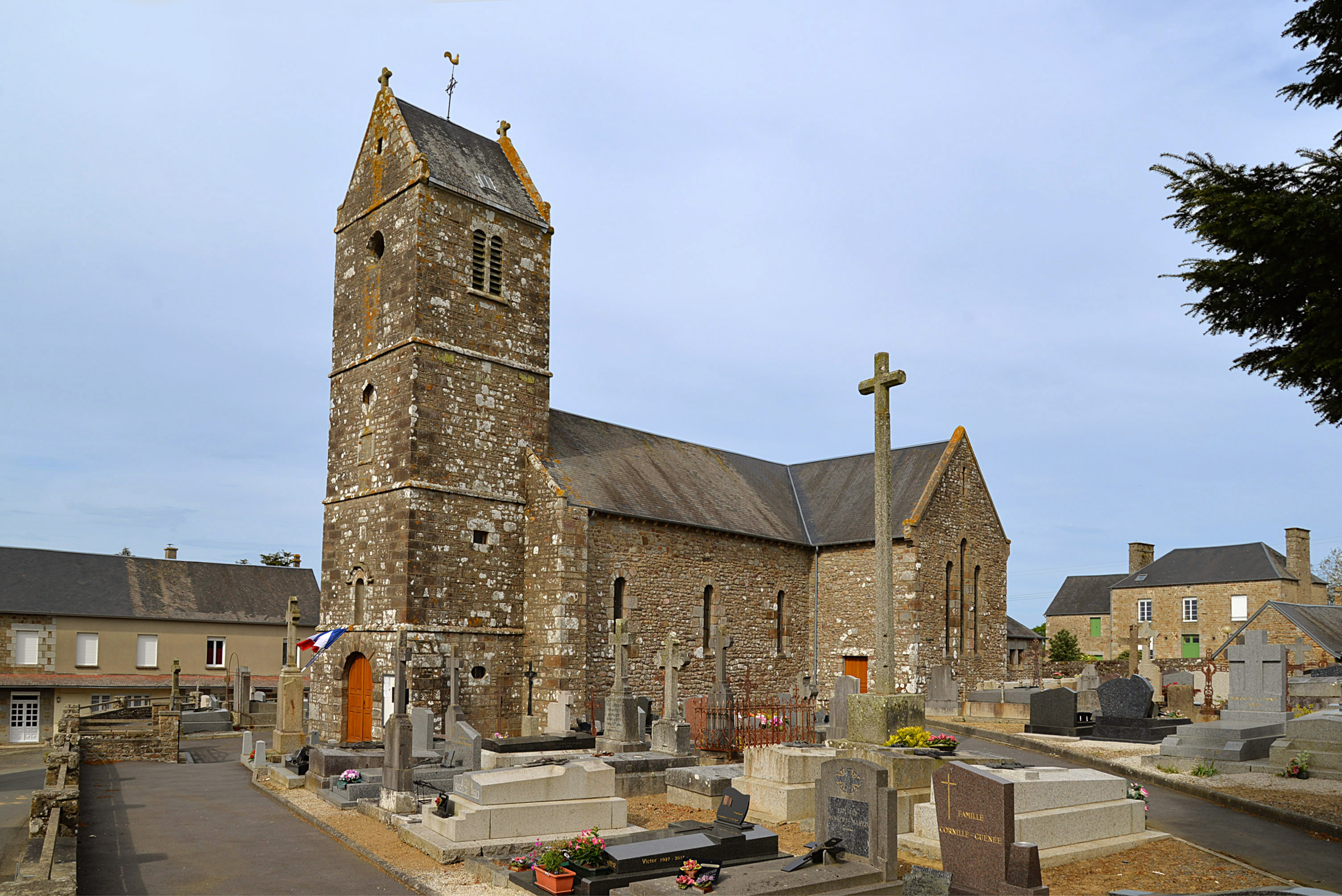
L'église Notre-Dame de Vezins.
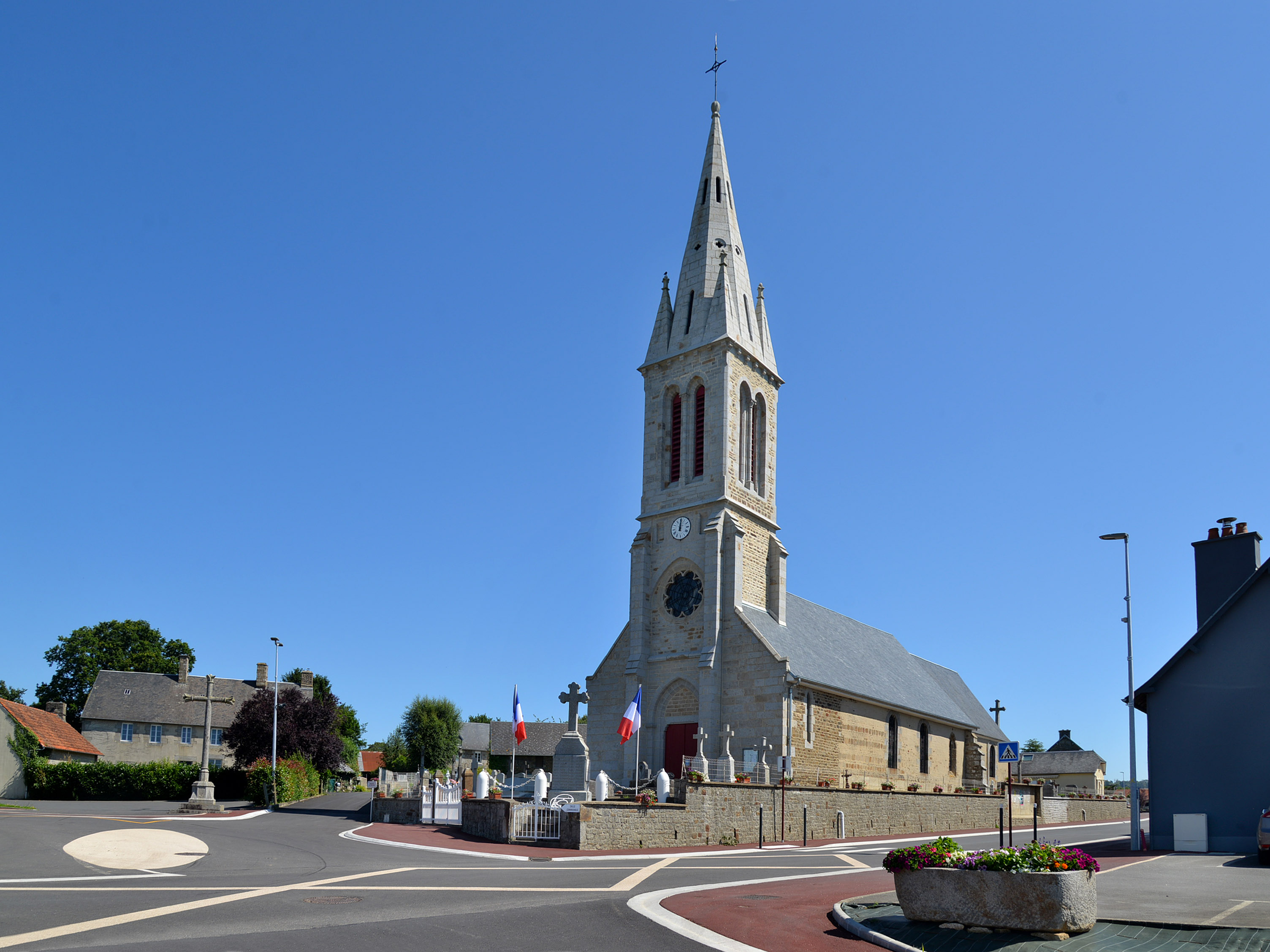
L'église Saint-Pierre de La Mancellière.

### Patrimoine civil
- Château de La Mancellière.
- Manoir de la Faverie, appartenant au XIXe siècle à la famille Le Marié, reconnaissable aux trois mains sculptées figurant au-dessus de la porte principale[69].
- Logis de Montgothier (XVIIIe siècle) inscrit à l'inventaire des monuments historiques[70].
- Château d'Isigny dit le Logis (XVIe – XIXe siècles). Ancienne forteresse du Moyen Âge à deux ponts-levis entouré de douves et d'étangs. Propriété de Jean de Brécey seigneur d'Isigny et de Montigny, fidèle au roi Henri IV durant la Ligue (1589-1591). Cette place forte reçut trente soldats lors du siège d'Avranches en 1589. La princesse d'Harcourt vend en 1701 les terres d'Isigny à la famille Godard d'Isigny, puis par succession à la famille Le Roy de Brée et Foisil de 1701 jusqu'au début du XXIe siècle. Le logis est restauré et ses étangs asséchés vers 1890 par Henri Foisil[réf. nécessaire].
- Château du Bois-Tyrel.
- Manoir des Bouteillières à Chalandrey (XVe siècle), possession de la famille de Bordes de Chalandrey[71].
- Ferme du Bois et son chêne de 400 ans, classé aux monuments historiques.
- Barrages de Vezins et La-Roche-Qui-Boit. Retenue d'eau de 18 km de long, navigable sauf à proximité du barrage. Lieux de pêche au blanc réputés (brochet, sandre, carpe). Ce sont les étendues d'eau les plus importantes de la Manche. Une base de loisirs, propriété de la commune, y est implantée : la base de la Mazure. Une association gère ces activités de loisirs essentiellement basées sur l'eau et l'hydroélectricité, l'accueil de classes vertes. En novembre 2009, l'État décide de ne pas reconduire la concession au bénéfice d'EDF et décide la destruction des deux barrages.

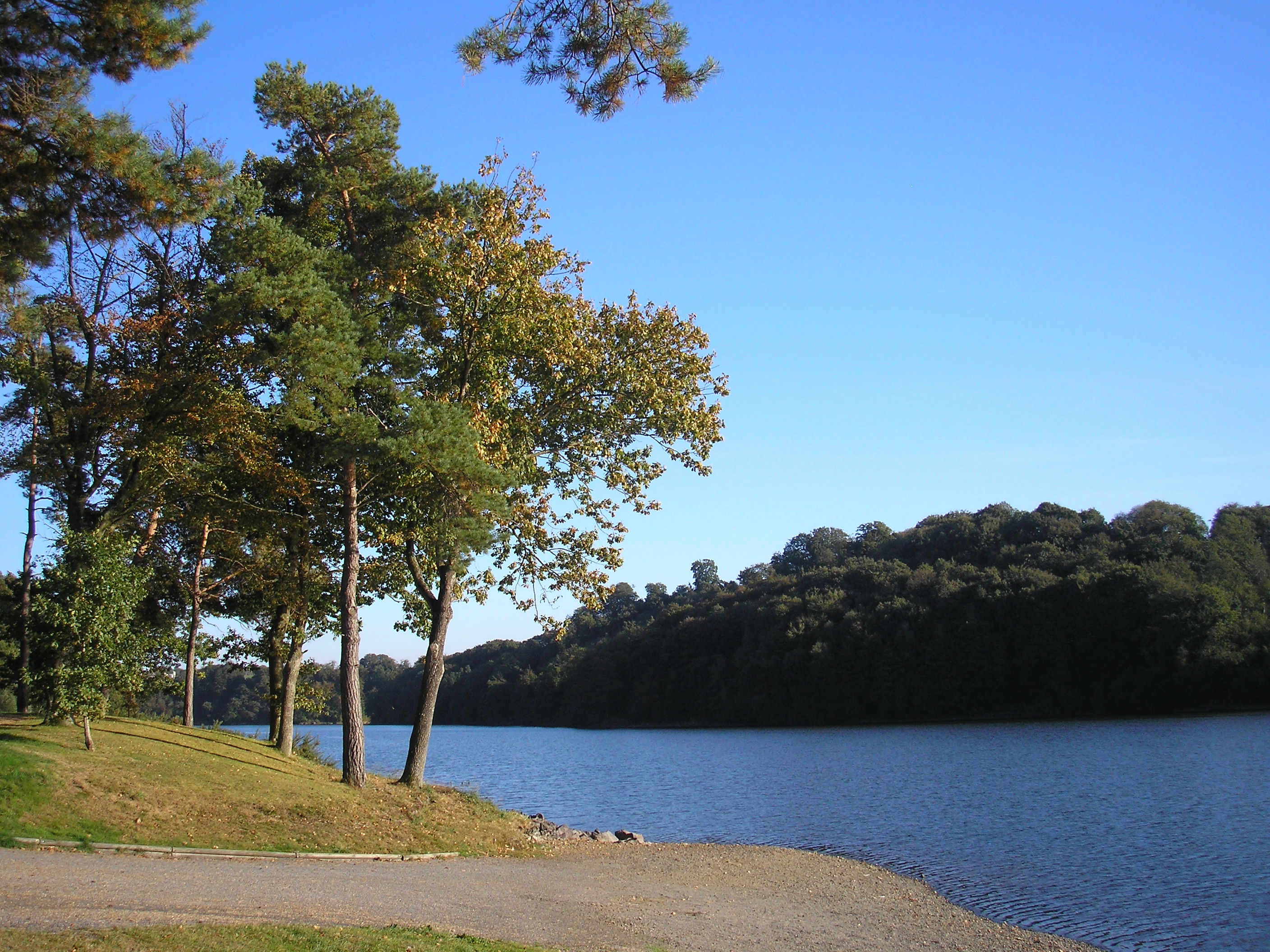
Retenue du barrage de Vezins.

## Activité et manifestations

### Sports
L'Étoile sportive d'Isigny-le-Buat fait évoluer deux équipes de football en divisions de district.

### Manifestation
- Les Féériques de Montgothier, spectacle de sons et lumières créé en 1993 par Antoine Gautier-Sauvagnac, présentant, chaque samedi soir de juillet et d'août, dans les jardins d'une vieille bâtisse normande du XVIIIe siècle, une série de tableaux évoquant l'histoire, les traditions et le folklore de la région. Huit cents bénévoles, originaires du canton d'Isigny-le-Buat, y participent en costumes. Grâce à une tribune panoramique érigée en 2005, 4 000 personnes peuvent assister au spectacle chaque soir de représentation. L'association est en sommeil depuis décembre 2007.

## Personnalités liées à la commune
- Alexandre Lamache (1894, Isigny - 1978, Rennes), psychiatre et neurologue.
- Denis Gautier-Sauvagnac, ancien directeur de l'ULN, membre du MEDEF et ancien président de l'UIMM, habite à Isigny.
- Madeleine Foisil (1925-2016), historienne, y est née.

### Sources
- Des villages de Cassini aux communes d'aujourd'hui, « Index : communes par ordre alphabétique », sur ehess.fr, École des hautes études en sciences sociales (consulté le 28 juin 2021).